# L'Horloge magique

L'Horloge magique est un court métrage d'animation français de Ladislas Starewitch réalisé en 1928.

## Synopsis
Un horloger invente une horloge qui raconte une histoire du Moyen Âge avec des petits automates. Nina, la petite-fille de l'horloger, rêve de devenir princesse et se marier avec le chevalier Bertrand, un personnage de cette horloge. Mais en le voyant en danger, juste avant d'être tué par le chevalier noir, elle casse l'horloge pour lui éviter son destin. Son grand-père, fou de rage, jette Bertrand par la fenêtre, vers les bois. Dans son rêve, Nina se perd dans la forêt, gouvernée par deux petits elfes rivaux : Silphe, qui transforme Nina en princesse, et Ondin, qui réanime le chevalier Bertrand. Guidés par les fleurs et les créatures de la foret, Nina et Bertrand se retrouvent, non sans affronter quelques dangers.

## Fiche technique
- Titre : L'Horloge magique
- Réalisation : Ladislas Starewitch
- Scénario : Ladislas Starewitch
- Animation : Ladislas Starewitch
- Date de sortie : 1928
- Durée : 45 minutes

## Distribution
- Nina Star
- Bob Zubovitch